# Mesnil-Domqueur
Mesnil-Domqueur é uma comuna francesa na região administrativa de Altos da França, no departamento de Somme. Estende-se por uma área de 3,49 km². Em 2010 a comuna tinha 89 habitantes (densidade: 25,5 hab./km²).